# Jacques Monasch
Jacques Simon Monasch (Rotterdam, 4 januari 1962) is een Nederlands voormalig politicus en politiek ideoloog. Hij was lid van de Tweede Kamer der Staten-Generaal van 17 juni 2010 tot 22 maart 2017. Monasch publiceerde enkele boeken over de politiek. Op 7 november 2016 verliet hij de Partij van de Arbeid (PvdA) en vormde in de Tweede Kamer de eenmansfractie Lid-Monasch. Hij richtte de partij Nieuwe Wegen op, die bij de verkiezingen van 2017 geen zetel haalde.

## Jeugd, opleiding, diensttijd en loopbaan voor de politiek
Monasch bracht een deel van zijn jeugd door in Drachten, Ethiopië en Tanzania. Op zijn zestiende werd hij lid van de PvdA. Hij studeerde juridische bestuurskunde in Groningen en politieke economie aan de University of Essex in Groot-Brittannië.
Na zijn diensttijd bij de Koninklijke Marine was Monasch in 1989 werkzaam bij het directoraat-generaal van de Rijksbegroting van het Ministerie van Financiën.
Monasch was eigenaar van twee kunstgalerieën, een galerie gespecialiseerd in Russisch realisme en impressionisme (periode 1945-1991) in Moskou en een galerie in moderne Russische kunst in Amsterdam.
Daarnaast was Monasch eigenaar van het adviesbureau Monasch Strategie & Communicatie. In die rol was hij betrokken bij diverse campagnes, o.a. voor het ANC en voor de Amerikaanse Democraten.

## Politieke loopbaan
In 1990 werd hij fractievoorzitter van de PvdA in het Amsterdamse stadsdeel De Pijp. Daarna werd hij binnen de Wiardi Beckman Stichting, het wetenschappelijk bureau van de PvdA, aangesteld als secretaris van het Centrum voor Lokaal Bestuur. In de jaren negentig werkte Monasch tevens diverse malen als adviseur voor het ANC in Zuid-Afrika. Ook trad hij in dienst van het buitenlandinstituut van de Amerikaanse Democratische Partij. Dit instituut zond hem uit als landendirecteur in Oekraïne en later in Rusland.
Vanaf 1993 bekleedde Monasch uiteenlopende functies op het landelijke bureau van de Partij van de Arbeid, alsook bij de Tweede Kamerfractie in Den Haag. Hij was betrokken bij verschillende verkiezingscampagnes van de partij, zoals "Kies Kok" in de aanloop naar de Tweede Kamerverkiezingen 1994. In de campagne voor de Tweede Kamerverkiezingen 2002 was hij campagneleider voor de PvdA. Over deze campagne schreef hij later het boek "De strijd om de macht, politieke campagnes, idealen en intriges". In de serie Het jaar van Fortuyn, die over deze verkiezingen gaat, werd hij geportretteerd door Teun Luijkx.
Uit ergernis over het toen zittende kabinet-Balkenende IV en de rol van de PvdA daarin schreef Monasch in juni 2007 het manifest "7 nieuwe veren- een einde aan de onduidelijkheid". In augustus 2007 was hij mede-oprichter van de beweging 'Rooie Veren', die een uitgesproken sociaaldemocratische koers van de PvdA voorstaat. In 2008 stelde hij zich kandidaat voor het lijsttrekkerschap van de PvdA bij de Europese Parlementsverkiezingen 2009. Monasch verloor deze strijd echter van het zittende Europarlementslid Thijs Berman.
In 2010 stelde hij zich verkiesbaar voor de Tweede Kamer. Op 17 juni dat jaar nam hij voor de PvdA zitting in de Tweede Kamer. Monasch is woonachtig in het Friese Sneek. Samen met Lutz Jacobi presenteerde hij zich als Fries Tweede Kamerlid voor de PvdA.
Op 12 februari 2016 bracht Monasch naar voren dat PvdA-partijleider Diederik Samsom beter geen lijsttrekker kan worden bij de Tweede Kamerverkiezingen van 2017. Hij gaf de voorkeur aan Ahmed Aboutaleb of Eberhard van der Laan. Op 31 maart 2016 maakte hij bekend zich niet voor een nieuwe termijn als Kamerlid verkiesbaar te stellen, omdat hij zich niet langer in de koers van de PvdA kon vinden.
Monasch was de enige in de PvdA-fractie die in de Tweede Kamer voor een motie stemde om de uitslag van het 'Oekraïnereferendum' meteen te respecteren. In oktober 2016 hield hij Samsom, partijgenoot Lodewijk Asscher en PvdA-voorzitter Hans Spekman verantwoordelijk voor de neergang van de PvdA in de peilingen voor een nieuwe Tweede Kamer.
Op 13 oktober 2016 stelde Monasch zich kandidaat voor het lijsttrekkerschap van de PvdA voor de Tweede Kamerverkiezingen 2017. Monasch wilde zich als lijsttrekker in gaan zetten voor het invoeren van bindende referenda om daarmee de betrokkenheid van de mensen bij de politiek te versterken. Ook wilde hij grote economische investeringen, onder meer bij woningen om de energierekening naar beneden te kunnen bijstellen en zette hij zich af tegen de grootschaligheid bij de politie, in de zorg en in het onderwijs. Monasch wilde een nieuw Europees verdrag en het afschaffen van het Europees Parlement. Ook was hij er voorstander van om nog maar een 'duidelijk begrensd aantal' asielzoekers op te nemen. Personen die zich op eigen initiatief in Nederland als vluchteling melden, wilde hij geen vluchtelingenstatus meer geven. Mocht de PvdA als grootste uit de verkiezingen komen, dan wilde hij Aboutaleb als premier. De adviescommissie kandidaatstelling van de PvdA adviseerde positief. Hij voldeed aan de profielschets en het partijbestuur wilde dit advies overnemen.
Problemen rond de kandidaatstelling ontstonden door de eisen die Monasch stelde. Hij wilde dat de gekozen lijsttrekker alsnog invloed kreeg op het verkiezingsprogramma. Het PvdA bestuur meldde Monasch dat het PvdA-verkiezingsprogramma wordt vastgesteld door de leden op het Congres van eind 2016. Aanpassing door één lid is volgens het bestuur van de PvdA niet democratisch. Daarnaast wilde Monasch dat de PvdA zich zou houden aan de eerder afgesproken voorwaarden van een 'flitslidmaatschap', waarmee Nederlanders tijdelijk PvdA-lid konden worden om zo mee te kunnen stemmen met de lijsttrekkersverkiezing. Hij wilde het flitslidmaatschap wijzigen, zodat niet-PvdA’ers zich alleen voor de lijsttrekkersverkiezing als lid konden aanmelden.
Op 7 november trok Monasch zijn kandidatuur in. Later die dag zegde hij zijn lidmaatschap van de PvdA op en stapte hij ook uit de Tweede Kamerfractie van de PvdA. Daarmee verloor de coalitie van PvdA en VVD haar meerderheid in de Tweede Kamer. Hij bleef echter Kamerlid.
Monasch gaf vier dagen later aan te overwegen een nieuwe partij te beginnen die mee moest doen aan de Tweede Kamerverkiezingen van maart 2017. Hij presenteerde die op 28 november 2016 officieel, met als naam Nieuwe Wegen. Deze partij wist echter geen zetel te behalen, en zo verliet Monasch op 22 maart 2017 de Tweede Kamer, de dag voor de nieuwe leden van de Kamer werden geïnstalleerd.

## Publicaties
- De strijd om de macht, politieke campagnes, idealen en intriges (2002)
- Taart van mijn tante
- 7 nieuwe veren- een einde aan de onduidelijkheid (2007, manifest)